# ایل جلایر

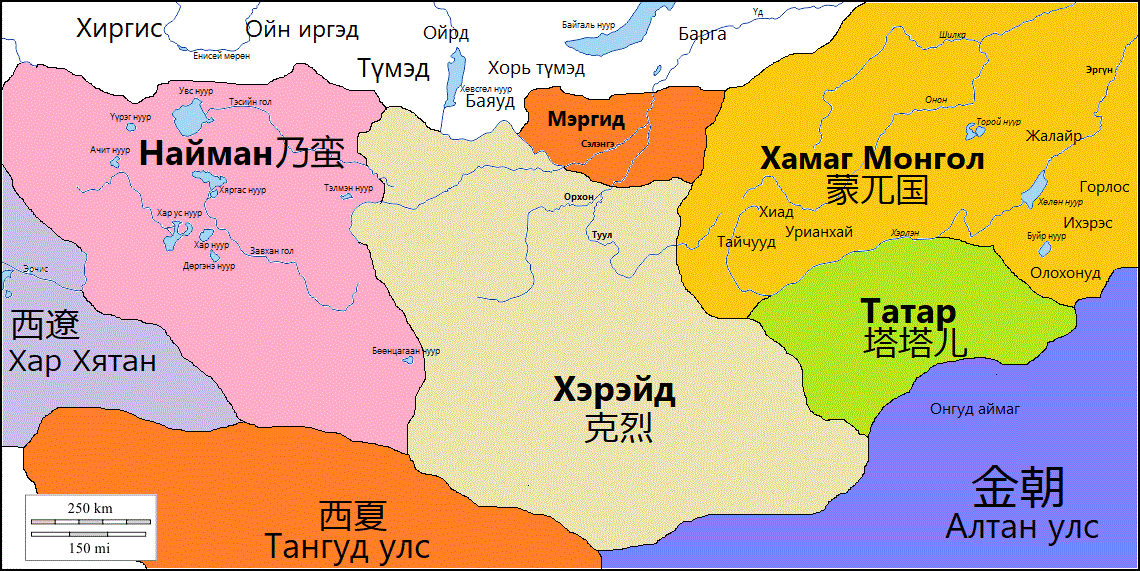
ایل جلایر

ایل جلایر از قبایل مغول و از اقوام مشهوری هستند که در عصر مغول همراه با سپاه چنگیزخان وارد خراسان شده‌اند و در منطقه مرزی به خصوص کلات سکنی گزیده‌اند.
براساس کتاب جامع‌التواریخ رشیدالدین فضل‌الله همدانی، جلایری‌ها یکی از قبایل مغول دارلیقین هستند. آنان در امتداد رودخانه اورخون در مغولستان مرکزی امروزی زندگی می‌کردند. جلایر یکی از قبایل بنیانگذار بزرگترین گروه قومی مغولستان خلخا هستند. افرادی با نام قبیله‌ای جلایر نیز در مغولستان داخلی چین یافت می‌شوند. پس از یورش‌های مغولان در قرن سیزدهم میلادی، بسیاری از جلایری‌ها در آسیای مرکزی و خاورمیانه پراکنده شدند. 
جلایرهایی که تحت حکومت نوادگان پسران بزرگتر چنگیزخان در آسیای مرکزی ماندند، سرانجام زبان ترکی را پذیرفتند. آنها در میان قزاق‌های جوز بزرگ یافت می‌شوند. همچنین در میان ازبک‌ها (به ویژه در میان ازبک‌های جنوب تاجیکستان و افغانستان)، قراقالپاق‌ها و قرقیزها نیز یافت می‌شوند. جلایرهایی که به ایران رفتند، در سال ۱۳۳۰ میلادی سلطنت جلایریان را برپا کردند. این دولت در سال ۱۴۳۲ میلادی در سلطه قراقویونلوها درآمد.
طوایف جلایر از دوره مغول تا دوره پهلوی در منطقه کلات جزء خانواده‌های با نفوذ و از حکام محلی محسوب می‌شوند که از دوره صفویه تا قاجار خدماتی را انجام داده‌اند. یکی از بزرگان جلایر که در دوره نادرشاه خدمات ارزنده‌ای انجام داده تهماسب‌قلی‌خان جلایر (وکیل الدوله) می‌باشد.
طهماسب خان در جنگ نادر با عثمانی‌ها در میاندوآب و ارومیه و افاغنه هرات با فرماندهی قسمتی از سپاه نادر با شهامت و شجاعت با دشمن نبرد دلیرانه نمود که به پیروزی سپاه نادر انجامید و به پاس این خدمت از طرف نادر به دریافت لقب خانی و فرمان حکمرانی راز و قوش خانه سرافراز شد. همچنین در دوره افشاریه یلنگ توشخان جلایراز افراد مورد اعتماد نادرشاه افشار بوده است که کار اختفای جواهرات سلطنتی نادرشاه را در کلات بر عهده داشته است.
از حکام محلی کلات از خاندان جلایر می‌توان به فتح علی خان (فتح الملک) اشاره نمود.